# Глорија Зиберт
Глорија Зиберт (Ортранд, 13. јануар 1964) била је немачка атлетичарка специјалиста за трке са препонама. Такмичила се за Источну Немачку до 1990. године. Чланица је АК Котбус из Котбуса.

## Спортска каријера
Глорија Коварик дебитовала је на међународној сцени на Европском јуниорском првенству 1981. у Утрехту. Била је друга на 100 метара препоне иза земљакиње Картин Беме.
Почетком сезоне 1987. на Светском дворанском првенству у Лијевену Глорија Зиберт освојила је сребрну медаљу на 60 метара препоне. Титулу је изгубила за 10 стотинки од светске рекордерке Бугарке Јорданка Донкове. Исте године на Светском првенству на отвореном у Риму поново је друга у дисциплини 100 метара препоне иза Бугарке Гинке Загорчеве.
На Олимпијским играма у Сеулу 1988. освојила је сребрну медаљу у трци на 100 метара са препонама иза Бугарке Јорданка Донкове и испред Западне Немице Клаудије Заскијевич. Због овог успеха одликована је сребрним „Орденом заслуге за отаџбину“..
Године 1990, учествије на Европском превенству у Сплиту где је поново друга.
Од 1991. наступа за Немачку. Учествовала је на Светском првенству у Токију и испала у предтакмичењу. После тога завршила је репрезентативну каријеру.
Глорија Зиберт је мајка вишеструког немачког јуниорског првака и европског првака на 110 м са препомнама 2001. Себастијана Зиберта.

## Значајнији резултати
| Год.            | Такмичење                     | Место              | Плас.           | Дисциплина      | Резултат        | Бел.            |
| Источна Немачка | Источна Немачка               | Источна Немачка    | Источна Немачка | Источна Немачка | Источна Немачка | Источна Немачка |
| --------------- | ----------------------------- | ------------------ | --------------- | --------------- | --------------- | --------------- |
| 1981.           | Европско првенство за јуниоре | Утрехт, Холандија  |                 | 100 м препоне   | 13,27           | [ 1 ]           |
| 1987            | Европско првенство у дворани  | Лијевен, Француска |                 | 60 м препоне    | 7,89            | [ 2 ]           |
| 1987            | Светско првенство             | Рим, Италија       |                 | 100 м препоне   | 12,44           |                 |
| 1988            | Олимпијске игре               | Сеул, Јужна Кореја |                 | 100 м препоне   | 12,61           |                 |
| 1990            | Европско првенство            | Сплит СФРЈ         |                 | 100 м препоне   | 12,91           | [ 3 ]           |
| 1991            | Светско првенство             | Токио, Јапан       | 17.             | 100 м препоне   | 13,29           |                 |

## Лични рекорди
|              | Дисциплина    | Резултат | Место        | Датум              |
| ------------ | ------------- | -------- | ------------ | ------------------ |
| на отвореном | 100 м препоне | 12,44    | Рим          | 4. септембар 1987. |
| у дворани    | 50 м препоне  | 6,65     | Берлин       | 20. фебруар 1988.  |
| у дворани    | 60 м препоне  | 7,76     | Зинделфинген | 5. фебруар 1988.   |